# Церква Георгія Побідоносця (Лихий)
- | Зовнішні зображення | Зовнішні зображення        |
| ------------------- | -------------------------- |
|                     | Церква Георгія Побідоносця |

 Церква Георгія Побідоносця  (рос. Церковь Георгия Победоносца) — православний храм в хуторі Лихий Шахтинская і Миллеровская єпархія, Сулінське благочиння Московського Патріархату Російської Православної Церкви.
Адреса храму: 346380 Ростовська область, Красносулинский район, хутір Лихий.

## Історія
Хутір Лихий був заснований на початку XIX століття у поштового тракту. З 1854 року хутір Лихий був козацьким хутором, входив до юрт Володимирській станиці. У 1867 році на хуторі проживало близько 500 осіб.
Для духовної опіки вірних знадобилося будівництво храму. В прихід нової церкви могли б бути зараховані жителі розташованих поблизу хуторів Іллінського, Тацина, Белгородцева і Божковского. Козаки з дворян Василь Трофименков і Філіп Яицков звернулися з проханням дозволити будівництво в хуторі молитовного будинку до наказного отамана Війська Донського генерал-ад'ютант Олександра Львову Потапову (1865—1868). Отаман дав позитивну відповідь.
У 1868 році військовий отаман генерал-майор Фомін П. С. справлявся у архієпископа Донського і Новочеркаського Платона (1867—1877) про розпорядження генерал-ад'ютанта Потапова, що стосується будівництва дерев'яної церкви в ім'я Св. Великомученика Георгія Побідоносця.
У 1867 році почався збір пожертвувань на будівництво храму. Гроші збирали близько двох років. І тільки в грудні 1869 року почалося будівництво церкви. Першим будівельником був селянин Тамбовської губернії Тимофій Шакін, що має досвід в будівництві, так як будував храм Параскеви П'ятниці в станиці Маничською Багаевского району.
У 1870 року було освячено місце будівництво, а у квітні 1871 року церква була побудована. Церква була дерев'яна, покрита листовим залізом, мала окрему дзвіницю. Навколо церкви була кам'яна огорожа. У вересні 1872 року церква була освячена. До 1900 року в парафії церкви працювало дві церковноприходские школи.
До початку ХХ століття в хуторі Фоміна Лиховском було 105 казачих дворів, 38 селянських і 53 іногородніх. В ньому значилося 1207 жителів. До цього часу дерев'яна церква занепала і знадобилося будівництво кам'яного храму. Були зібрані кошти на будівництво нового храму.
Нову кам'яну церкву побудували в 1905 році. У 1906 році вона була освячена Олександро-Грушевським протоиреем Василем. При Лиховском Георгіївському приході працювало парафіяльне училище, у якому Закон Божий викладав місцевий священик Митрофан Іванович Дамаскін.
У роки революції священик Георгіївської церкви хутора Фомина Лиховского Михайло Стратонович Пашутін був схоплений і розстріляний червоноармійцями на станцію Лиха. У будівлі церкви в різний час був склад, клуб, комора. В церкві була зруйнована дзвіниця та знято куполи. У роки Великої Вітчизняної війни німці влаштували в храмі стайню.
З 1944 року в храмі відновилися богослужіння, які не припинялися навіть у роки «хрущовської відлиги» В даний час це діючий храм з позолоченими в 2010 році куполами..

## Священнослужителі
У 1991 році настоятелем храму став отець Олександр. З 2005 року настоятелем Свято-Георгіївського храму ієрей Володимир Петрович Поштова. В даний час настоятель храму — протоієрей Димитрій Соболевський.

## Святині
- У церкві зберігається близько 40 святих мощей, включаючи мощі оптинских старців і мощі Святого Луки Кримського.

- Найшанованіша ікона Святої Мотрони Московської.